# Messerschmitt Me 209
Tên gọi Me 209 của Messerschmitt trong thực tế được sử dụng cho hai dự án riêng biệt trong giai đoạn Thế Chiến II. Dự án thứ nhất được mô tả trong bài này, là một máy bay đua một động cơ từng lập kỷ lục thế giới, mà không có dự định áp dụng vào hoạt động quân sự. Dự án thứ hai, kiểu Me 209-II, là một đề nghị phiên bản nâng cao dựa trên kiểu máy bay rất thành công Messerschmitt Bf 109 vốn phục vụ như là máy bay tiêm kích hàng đầu cho Không quân Đức trong suốt Thế Chiến II.

## Thiết kế và phát triển
Chiếc Me 209 thực ra là một kiểu máy bay hoàn toàn mới mà tên gọi được Messerschmitt sử dụng như là một công cụ tuyên truyền. Cho dù chiếc máy bay được thiết kế chỉ để phá kỷ lục thế giới về tốc độ, người ta đã hy vọng rằng cái tên và tính năng bay phá kỷ lục sẽ gắn liền với kiểu máy bay Bf 109 đang được sử dụng trong chiến đấu.
Chiếc Me 209 được chế tạo vào năm 1937 và chỉ sử dụng chung với chiếc Bf 109 kiểu động cơ Daimler-Benz DB 601. Willy Messerschmitt đã thiết kế một kiểu máy bay nhỏ với buồng lái được đặt lui sâu về phía sau, ngay phía trước phần đuôi độc đáo hình chữ thập. Không như chiếc Bf 109, kiểu Me 209 có một bộ càng đáp với vệt bánh rộng gắn trên cánh thay vì được gắn vào thân.
Chiếc máy bay, mang ký hiệu dân sự Đức "D-INJR", đạt được mục đích dự định khi phi công thử nghiệm Fritz Wendel lái nó đạt được tốc độ kỷ lục thế giới 756 km/h (469.22 dặm mỗi giờ) vào ngày 26 tháng 4 năm 1939.
Ý tưởng cải biến chiếc máy bay đua Me 209 thành máy bay tiêm kích được thúc đẩy vào thời kỳ trận chiến Anh Quốc, khi chiếc Bf 109 không thể đạt được ưu thế trên không trước những chiếc Supermarine Spitfire của Không quân Hoàng gia Anh. Tuy nhiên, chiếc máy bay bé nhỏ từng phá kỷ lục thế giới lại không được chuẩn bị cho vai trò không chiến. Cánh của nó hầu như bị chiếm chỗ hoàn toàn bởi hệ thống tản nhiệt làm mát động cơ, và do đó ngăn trở việc trang bị các kiểu vũ khí thông thường. Chiếc máy bay còn tỏ ra khó lái và cực kỳ khó điều khiển trên mặt đất. Dù sao, nhóm thiết kế Messerschmitt đã có nhiều nỗ lực nhằm cải thiện tính năng bay của chiếc máy bay bằng cách kéo dài sải cánh, một cánh ổn định đứng cao hơn, và trang bị hai súng máy MG 17 trên nắp động cơ. Tuy vậy, nhiều cải tiến khác nhau đã đặt thêm quá nhiều trọng lượng lên chiếc Me 209 khiến nó chậm hơn so với kiểu Bf 109E đương thời.
Kế hoạch Me 209 thứ nhất nhanh chóng bị kết thúc, và cho dù nó chưa bao giờ được đưa vào sản xuất hàng loạt, thiết kế của Messerschmitt đã ghi được cột mốc với tốc độ bay ấn tượng của một kiểu máy bay động cơ piston, và kỷ lục thế giới này chỉ bị phá vào ngày 16 tháng 8 năm 1969 bởi một chiếc F8F Bearcat cải biến của Daryl Greenamyer.
Khung chiếc máy bay Me 209 V1 hiện đang được trưng bày tại Bảo tàng Hàng không Ba Lan tại Kraków, Ba Lan.

## Đặc điểm kỹ thuật (Me 209 V1)

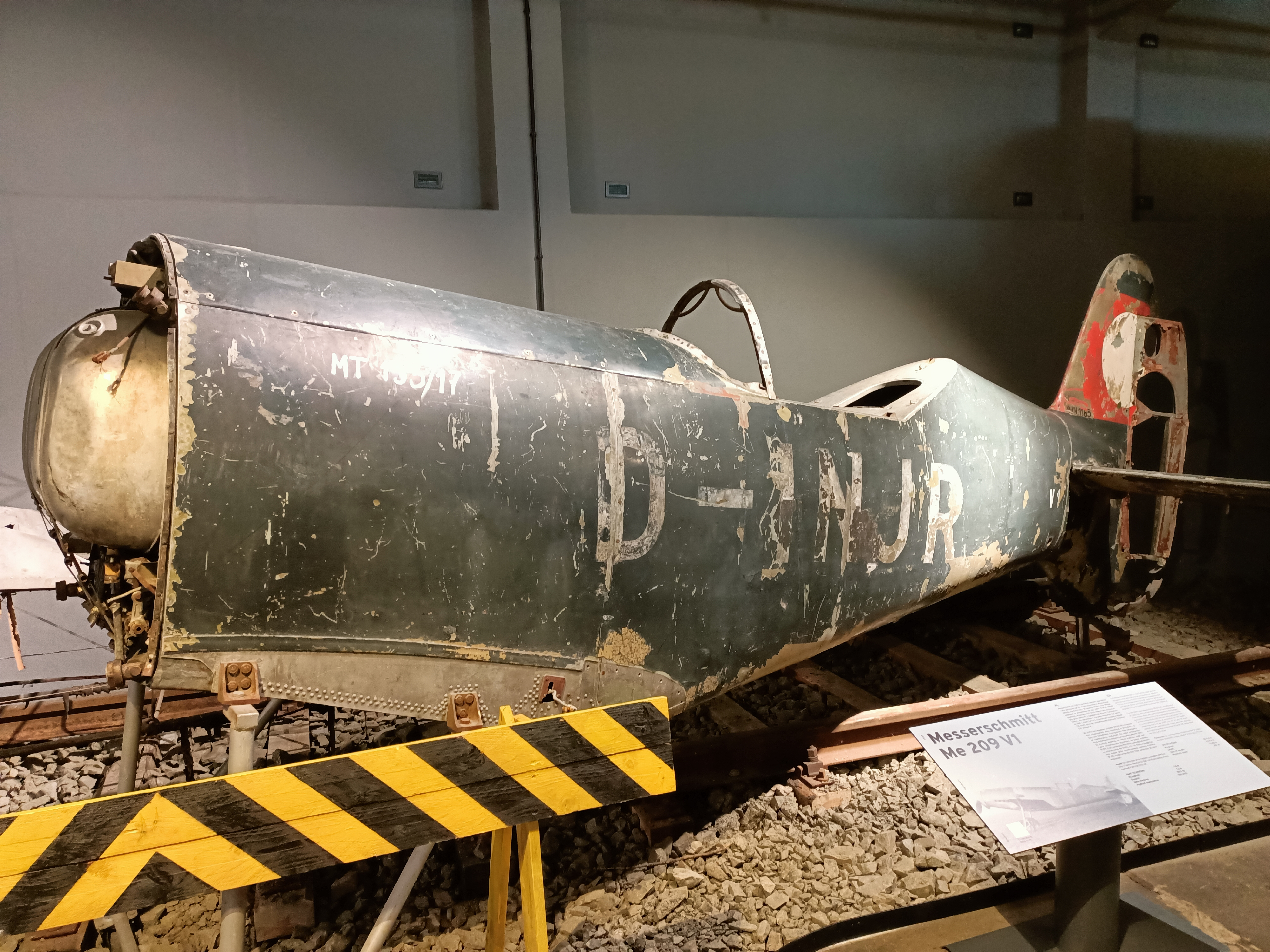
Me 209 V1

### Đặc tính chung
- Đội bay: 01 người
- Chiều dài: 7,24 m (23 ft 9 in)
- Sải cánh: 7,80 m (25 ft 7 in)
- Động cơ: 1 x động cơ Daimler-Benz DB 601 ARJ bố trí chữ V ngược làm mát bằng nước, công suất 1.800 mã lực (1.342 kW)

### Đặc tính bay
- Tốc độ lớn nhất: 755 km/h (470 mph)

## Nội dung liên quan

### Máy bay liên quan
- Messerschmitt Bf 109
- Messerschmitt Me 209-II
- Messerschmitt Me 309
- Messerschmitt Me 409
- Messerschmitt Me 509
- Messerschmitt Me 609

### Trình tự thiết kế
Si 204 - Fw 206 - Me 208 - Me 209/Me 209-II - Me 210 - Hü 211/Ta 211 - Do 212

### Danh sách liên quan
- Danh sách máy bay chiến đấu
- Danh sách máy bay quân sự Đức Quốc